# Rhön-Grabfeld járás
Rhön-Grabfeld járás egy járás Bajorországban. Rhön-Grabfeld járás Haßberge, Schweinfurt, Bad Kissingen, Hildburghausen, Schmalkalden-Meiningen és Fulda járásokkal határos. Lakosainak száma 77 197 fő (1987. május 25.).

## Népesség
A járás népessége az elmúlt években az alábbi módon változott:
| Lakosok száma | 79 504 | 77 197 | 80 224 | 79 965 | 79 676 | 79 723 | 79 855 | 79 796 |
|               | 1970   | 1987   | 2012   | 2013   | 2014   | 2015   | 2016   | 2017   |